# Chip (polski magazyn)

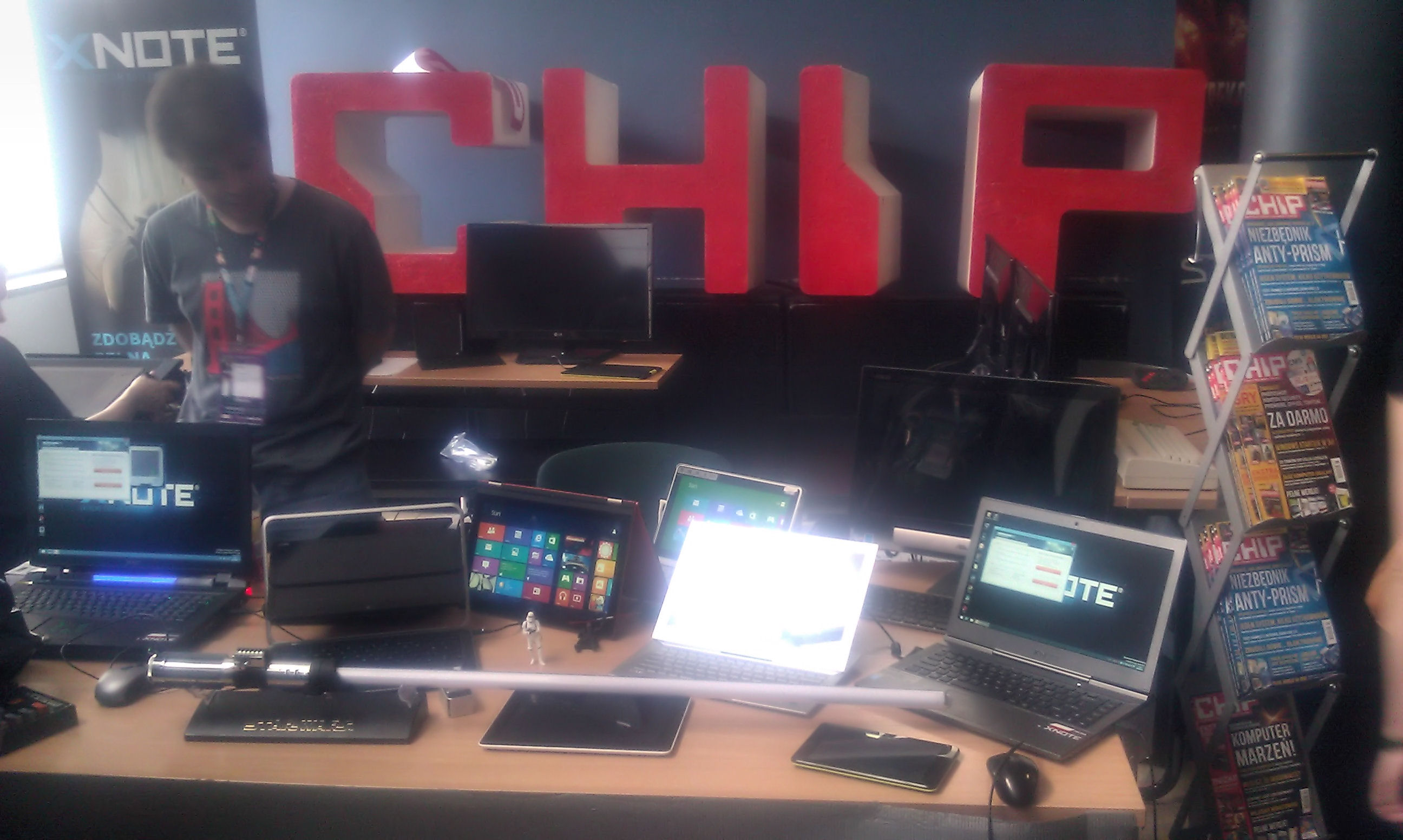
Stoisko wydawcy magazynu Chip, Polcon 2013

Chip – dawny miesięcznik i obecny portal internetowy zajmujący się tematyką informatyczną i nowymi technologiami. Pierwsze (drukowane) wydanie ukazało się w kwietniu 1993, ostatnie 5 kwietnia 2017 roku.
Magazyn początkowo wydawany był przez Phoenix Intermedia, następnie Vogel Publishing i w końcu Burda Communications. Do czasopisma dołączana była płyta DVD. W kwietniu 2006 wydawca podjął decyzję o przeniesieniu miesięcznika z Wrocławia do Warszawy i zwolnieniu części redakcji. W styczniu 2017 roku zapowiedziano, że w kwietniu tego samego roku wydany zostanie ostatni numer magazynu, a powodem decyzji o zakończeniu wydawania pisma była spadająca sprzedaż: od 61 tys. w 2005 r. do 9 tys. w 2016 roku.
W maju 2017 roku część dziennikarzy z redakcji miesięcznika założyła spółkę L-Space i zawarła umowę licencyjną z Chip Holding na wydanie serwisu Chip.pl, w planach nowego właściciela znalazł się także długoterminowy cel powrotu do emisji papierowego magazynu. W lutym 2020 serwis zakończył jednak działalność.
Portal reaktywowany został w maju 2021, nowym wydawcą stała się spółka WN Media Group, a nowym redaktorem naczelnym Sławomir Puławski.

## Działy
- Aktualności
- Porady
- Rankingi Top 10
- Technika
- Temat numeru
- Testy
- Trendy
- Zawartość DVD

## Nakład
Rozpowszechnianie płatne (kolor zielony), średni nakład jednorazowy (kolor zielony + niebieski).